# Pölle 19 (Quedlinburg)

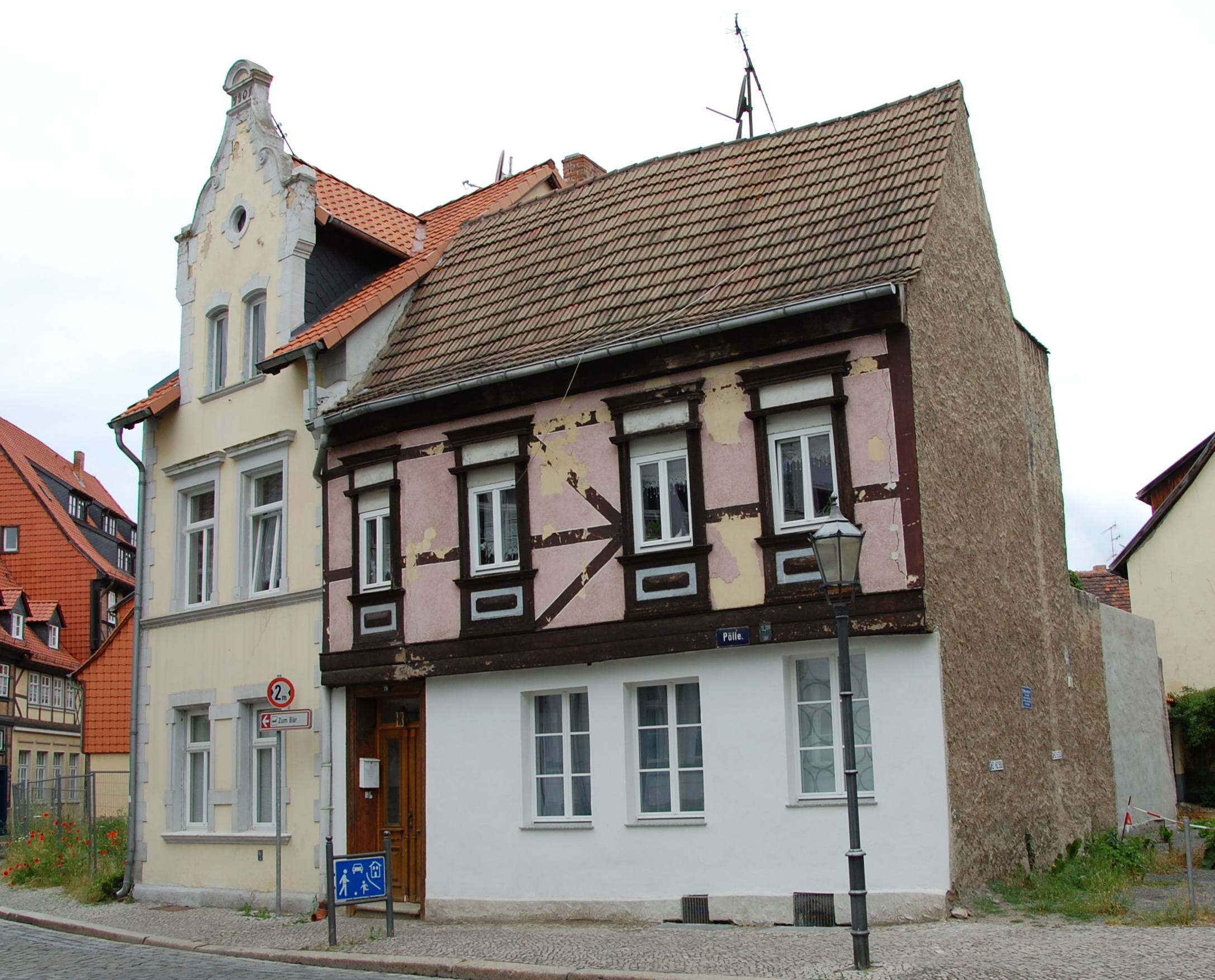
Pölle 19

Das Haus Pölle 19  ist ein denkmalgeschütztes Gebäude in der Stadt Quedlinburg in Sachsen-Anhalt.

## Lage
Es befindet sich im östlichen Teil der historischen Quedlinburger Altstadt am GutsMuthsplatz. Im Quedlinburger Denkmalverzeichnis ist es als Wohnhaus eingetragen.

## Architektur und Geschichte
Das Gebäude entstand im Jahr 1901 als Ersatzneubau. Markant ist der schmale südliche Teil. Die verputzte Fassade dieses Teils ist im Stil des Jugendstils gestaltet, wobei mit einem Zwerchgiebel Formen der Renaissance zitiert werden.